# Hans Berge
Hans Berge (* 2. Februar 1923 in Leipzig; † 18. Januar 2018 in Rostock) war ein deutscher Chemiker, der als Professor für Analytische Chemie an der Universität Rostock tätig war.

## Leben

### Familie
Hans Berge war der Sohn von Ernst und Margarete Berge.
Er war verheiratet mit Irmgard (geb. Seidel); ihre Tochter Ines ist verheiratet mit dem Mediziner Klaus Dieter Wutzke.

### Werdegang
Hans Berge besuchte von 1929 bis 1933 die Volksschule in Leipzig und darauf, bis zum Abitur 1941, das dortige Nikolaigymnasium.
Nach dem Abitur diente er seit Juli 1941 in der Wehrmacht und wurde dort an der Ostfront eingesetzt, bis er im Mai 1944 in russische Kriegsgefangenschaft geriet. Erst im Juni 1949 erfolgte seine Entlassung aus der Kriegsgefangenschaft.
Nach seiner Rückkehr arbeitete er 1950 zeitweise als Dolmetscher, unter anderem im sowjetischen Militärverlag in Leipzig, bevor er von 1950 bis 1954 an der Universität Leipzig Chemie studierte; er schloss sein Studium als Diplom-Chemiker ab. Danach war er von 1954 bis 1956 Wissenschaftlicher Assistent am Institut für Chemie der Universität Leipzig; 1956 promovierte er zum Dr. rer. nat. an der Universität Leipzig mit seiner Dissertation Über die Stabilität von Silandiolen. In den folgenden Jahren war er Oberassistent, habilitierte 1962 mit der Arbeit Polarographische Untersuchungen an Oxinkomplexen in Dioxan-Wasser-Gemischen und war ab 1963 Dozent für Analytische Chemie am Institut für Chemie der Universität Rostock.
1965 wurde er Professor mit Lehrauftrag für Analytische Chemie an der Universität Rostock, bevor er dort von 1969 bis 1988 Ordentlicher Professor für Analytische Chemie wurde; in dieser Zeit hatte er auch von 1978 bis 1979 Gastprofessuren an der Universität Riga und der Universität Marta Abreu in Santa Clara auf Kuba.
Er war von 1974 bis 1977 und von 1980 bis 1983 stellvertretender Sektionsdirektor für Ausbildung und Erziehung. Zudem war er in verschiedenen Funktionen aktiv, unter anderem als Simultandolmetscher der Chemischen Gesellschaft von 1953 bis 1956 und als Referent für Fachliteratur beim Chemischen Zentralblatt und der Zeitschrift für Analytische Chemie von 1960 bis 1966.
Am 1. September 1988 erfolgte seine Emeritierung.

## Mitgliedschaften
Hans Berge war Mitglied der SED, der Chemischen Gesellschaft der DDR und engagierte sich in verschiedenen wissenschaftlichen Gremien.

## Trivia
1965 assistierte ihm der spätere Ministerpräsident Harald Ringstorff.

## Schriften (Auswahl)
- Das Pflanzenwachstum auf stark-sauren Böden unter dem Einfluß steigender Nährstoffgaben. In: Zeitschrift für Pflanzenernährung, Düngung, Bodenkunde, Band 51, Heft 2. 1950.
- Günther Schott; Hans Berge: Über die Anlagerung von Äthylen an Siliziumchloroform. In: Chemische Technik, Band 6. 1954. S. 503 ff.
- Über die Stabilität von Silandiolen. Leipzig, 1956.
- Günther Schott; Hans Berge: Silanole. I. Stabilität und Kondensationsverhalten von Organosilandiolen (Professor Erich Thilo zum 60. Geburtstage gewidmet). In: Zeitschrift für anorganische und allgemeine Chemie, Oktober 1958, Band 297, Ausgabe 1–2. S. 32–43.
- Günther Schott; Hans Berge: Silanole. II. Stabilität und Kondensationsverhalten von Organosilandiolen. In: Zeitschrift für anorganische und allgemeine Chemie, Oktober 1958, Band 297, Ausgabe 1–2. S. 44–47.
- Polarografische Untersuchungen in nichtwässrigen Lösungsmitteln. In: Wissenschaftliche Zeitschrift der Wilhelm-Pieck-Universität Rostock, Band 10. 1961. S. 19 ff.
- Polarografische Untersuchungen von Metalloxinaten in Dioxin-Wasser-Gemischen. In: Collection of Czechoslovak Chemical Communications, Nr. 27. 1962. S. 2586–2595.
- Hans Berge, Stefan Glodowski: Über die Bestimmung kleiner Quecksilbermengen mit der hängenden Quecksilberelektrode. In: Chemia Analityczna (Warszawa), Band 8. 1963. S. 361 ff.
- Hans Berge; Paul Jeroschewski: Puffer in Alkolhol-Wasser-Gemischen. In: Zeitschrift für analytische Chemie, Band 203. 1964. S. 81 ff.
- Hans Berge; Paul Jeroschewski: Quantitative Bestimmung geringer Sulfidmengen mit der hängenden Quecksilberelektrode. In: Zeitschrift für Analytische Chemie, Band 207. 1964 S. 110 ff.
- Hans Berge; H. Kreutzmann: Über die Stabilität von Molybdän(V)-oxinat in Aceton-Wasser-Lösungen. In: Zeitschrift für Analytische Chemie, Band 210. 1965. S. 81 ff.
- Hans Berge; Paul Jeroschewski: Voltammetrische Anreicherung und Bestimmung sehr geringer Substanzmengen am hängenden Quecksilbertropfe unter Bildung schwer löslicher Verbindungen mit dem Elektrodenmaterial. In: Zeitschrift für Analytische Chemie, Band 212. 1965 S. 278 ff.
- Hans Berge; Paul Jeroschewski: Indirekte Bestimmung von Edelmetallspuren mit der hängenden Quecksilberelektrode. In: Zeitschrift für Analytische Chemie, Band 210. 1965. S. 167 ff.
- Hans Berge; H. Mennenga: Spektralfotometrische Bestimmung von Nickel und Kobalt nebeneinander mit N,N'- Bis-(o-aminobenzyliden)-äthylendiamin. In: Zeitschrift für Analytische Chemie, Band 213. 1965. S. 346 ff.
- Hans Berge; Paul Jeroschewski: Polarografische Untersuchungen von Metalloxinaten in Alkohol-Wasser-Gemischen. In:  Zeitschrift für Analytische Chemie, Band 228. 1965 S. 239 ff.
- Polarographische Untersuchungen von komplexgleichgewichten. Bestimmung von Stabilitätskonstanten über Austauschgleichgewichte. In: Journal für praktische Chemie, Nr. 34. 1966. S. 15.
- Hans Berge; Harald Ringstorff: Polarografische Untersuchungen der metallkatalysierten Aldolspaltung des Phenylserins. In: Monatsberichte der DAW, Band 8, Heft 3. 1966. S. 208 ff.
- Hans Berge; A. Drescher: Erfahrungen mit der inversen Voltammetrie. In: Zeitschrift für Analytische Chemie, Band 217. 1966. S. 31 ff.
- Hans Berge; Paul Jeroschewski: Inversvoltammetrische Untersuchungen von Cyanidspuren am hängenden Quecksilbertropfen. In: Zeitschrift für Analytische Chemie, Band 228. 1967. S. 9 ff.
- Hans Berge; Paul Jeroschewski: Untersuchungen zur indirekten inversvoltammetrischen Bestimmung von Edelmetallspuren. In: Zeitschrift für Analytische Chemie, Band 230. 1967. S. 259 ff.
- Hans Berge; A. Drescher: Indirekte inversvoltammetrische Bestimmung von Elementen unter Anwendung von Verdrängungsreaktionen. In: Zeitschrift für Analytische Chemie, Band 231. 1967. S. 11 ff.
- D. Nehring; K.-H. Rohde; Hans Berge: Bedeutung und Arbeitsmethodik der Chemie in der Meeresforschung. In: Wissenschaftliche Zeitschrift der Wilhelm-Pieck-Universität Rostock, mathematisch-naturwissenschaftliche Reihe, Heft 9–10. 1967. S. 1085–1097.
- Hans Berge; L. Brügmann: Möglichkeiten zur polarografischen Bestimmung von Hauptkomponenten im Meerwasser. In: Beiträge zur Meereskunde, Band 26. 1967. S. 47 ff.
- Hans Berge; B. Strübing: Neue Möglichkeiten der Verwendung von Platinelektroden mit kontinuierlich aktivierter Oberfläche. In: Zeitschrift für Analytische Chemie, Band 234. 1968. S. 321 ff.
- Hans Berge; B. Strübing: Verwendung von Kohleelektroden bei der voltammetrischen Anordnung mit kontinuierlich Aktivierter Oberfläche. In: Zeitschrift für Analytische Chemie, Band 247. 1969. S. 12 ff.
- Hans Berge; A. Drescher; Paul Jeroschewski: Indirekte inversvoltammetrische Bestimmung von Elementen unter Anwendung von Verdrängungsreaktionen. Bestimmung von Kobalt und Nickel. In: Zeitschrift für Analytische Chemie, Band 248. 1969. S. 1 ff.
- Neue Möglichkeiten der polarographischen und voltammetrischen Analyse. In: Zeitschrift für Chemie, Nr. 2. 1969. S. 76 ff.
- Hans Berge; K.-H. Rohde: Komplexe der Azo-und Bisazoderivate der Chromotropsäure und ihre analytische Bedeutung. In: Zeitschrift für Chemie, Band 9. 1969. S. 178 ff.
- Hans Berge; L. Brügmann: Indirekte polarografische Bestimmung von Sulfationen im Meerwasser. In: Beiträge zur Meereskunde, Band 27. 1970. S. 5 ff.
- Hans Berge; A. Drescher: Indirekte inversvoltammetrische Bestimmung von Elementen unter Anwendung von Verdrängungsreaktionen. Bestimmung der Seltenen Erden. In: Analytica chimica Acta, Band 52. 1970. S. 363 ff.
- Hans Berge; S. Kunkel: Neue Möglichkeiten der Verwendung von Membranen in der Voltammetrie. In: Analytica chimica Acta, Band 54. 1971. S. 221 ff.
- Hans Berge; Harald Ringstorff: Stromlose Anreicherungsmöglichkeiten von Spurenmetallen an der Grenzfläche Quecksilber/Elektrolyt. Teil l: Untersuchung an einigen Komplexbildnern auf ihre Eignung als Film bildende Substanzen für Anreicherung anorganischer Depolansatoren an der stationären Quecksilberelektrode. In: Analytica chimica Acta, Band 55. 1971. S. 193 ff. Hans Berge; Harald Ringstorff: Stromlose Anreicherungsmöglichkeiten von Spurenmetallen an der Grenzfläche Quecksilber/Elektrolyt. Teil 2: Adsorptive Anreicherungsversuche an der hängenden Quecksilbertropfenelektrode ohne Verwendung oberflächenaktiver Komplexbildner. Spurenbestimmung von Uran und Wolfram. In: Analytica chimica Acta, Band 55. 1971. S. 201 ff.
- Hans Berge; L. Brügmann: Polarografische Methoden zur Bestimmung von Bromidionen im Meerwasser. In: Beiträge zur Meereskunde, Band 28. 1971. S. 19 ff.
- Paul Jeroschewski; Trinh Xuan Gian; Hans Berge: Möglichkeiten zur direkten quantitativen Auswertung von Papierchromatogrammen durch arnperometrische Messungen. In: Chemia Analityczna (Warszawa), Band 17. 1972. S. 503 ff.
- Einige Aspekte der Entwicklung elektrochemischer Analysenverfahren. In: Reinststoffe in Wissenschaft und Technik. Akademie-Verlag, Berlin, 1972. S. 969–980
- Hans Berge; L. Brügmann: Bestimmung von Alizarin S nach Anreicherung an der stationären Quecksilberelektrode und ihre Anwendung zur Fluoridanalyse. In: Analytica chimica Acta, Band 63. 1973. S. 175 ff.
- Hans Berge; P. Hartmann: Square-wave-polarografische Bestimmung von Barium in Eisenoxiden. In: Analytica chimica Acta, Band 65. 1973. S. 477 ff.
- Hans Berge; H. Milat; B. Strübing: Zur elektrochemischen Oxidation von 2-Mercaptobenzthiazol und 2-Mercaptobenzimidazol. In: Zeitschrift für Chemie, Nr. 15. 1975. S. 38 ff.
- K. Kirchner; Hans Berge: Die Bestimmung von Methyl-Parathion und Metaboliten im tierischem Material und in Futtermitteln. In: Archiv für experimentelle Veterinärmedizin, Band 29. 1975. S. 643 ff.
- K. Kirchner; Hans Berge: TAS-Verfahren zum Nachweis von Methyl-Parathion und einigen Umwandlungsprodukten in organischem Material. In: Archiv für experimentelle Veterinärmedizin, Band 29. 1975. S. 649 ff.
- P. Hartmann; Ulrich Grünke; Hans Berge: Beurteilung des Gebrauchszustandes von Chloridaktivierten Flussmittelbädern für Weichlötungen. In: Zeitschrift für Chemie, Nr. 17. 1977. S. 421 ff.
- P. Hartmann; Ulrich Grünke; Hans Berge: Titration von Silber in Bleilegierungen unter Einsatz sensitiver Elektroden. In: Zeitschrift für Chemie, Nr. 17. 1977. S. 452 ff.
- U. Vick; E.-G. Kleinschmidt; Hans Berge; P. Hartmann: Potentiometric Determination of Chloride Ions with a Halogenid-sensitive solid Body Electrode in the Labyrinth of Guinea Pigs. Les Coltoques de l'institut de la Sante et de la Recherche Medicale M. Partman, J. M. Aron Eds. INSERM Nr. 217.1977.
- Hans Berge; K.-H. Rohde: Über den Einfluss der Bildung von Isomeren auf die analytische Verwendbarkeit von Bisazoverbindungen der Chromotropsäure. In: Zeitschrift für Chemie, Nr. 18. 1978. S. 168 ff.
- Paul Hartmann; Ulrich Grünke; Hans Berge: ChemInform Abstract: Titration of Silver in Lead Alloys by the Use of Sensitive Electrodes. In: Chemischer Informationsdienst, Band 9, Ausgabe 9. Februar 1978.
- Hans Berge; K.-H. Rohde: Komplexe von Bisazoverbindungen der Chromotropsäure (Teil 1).In: Wissenschaftliche Zeitschrift der Wilhelm-Pieck-Universität Rostock, mathematisch-naturwissenschaftliche Reihe, Sonderheft Chemie Nr. 27. 1978. S. 623 ff.
- G. Manthey; L. Brügmann; Hans Berge: Zu Fragen der Cadmiumkontamination in der Nahrungskette Wasser - Plankton - Fisch in der Ostsee. Gesammelte Vorträge zum Cadmium-Symposium 3.8.77. In: Wissenschaftliche Zeitschrift der Wilhelm-Pieck-Universität Rostock, mathematisch-naturwissenschaftliche Reihe, Sonderheft Chemie Nr. 27. 1978. S. 629 ff.
- Hans Berge; K.-H. Rohde: Komplexe von Bisazoverbindungen der Chromotropsäure (Teil 2). In: Wissenschaftliche Zeitschrift der Wilhelm-Pieck-Universität Rostock, mathematisch-naturwissenschaftliche Reihe, Sonderheft Chemie Nr. 27. 1978. S. 633 ff.
- Hans Berge; S. Strasen; B. Strübing: Verwendung einer Schwefelkathode zur Einführung von Schwefelatomen in organische Verbindungen. In: Wissenschaftliche Zeitschrift der Wilhelm-Pieck-Universität Rostock, mathematisch-naturwissenschaftliche Reihe, Sonderheft Chemie Nr. 27. 1978. S. 639 ff.
- G. Manthey; Hans Berge: Die Bestimmung von Quecksilber mittels flammenloser Atomabsorptionsspektralfotometrie nach vorheriger Amalgamierung an Goldwolle. In: Wissenschaftliche Zeitschrift der Wilhelm-Pieck-Universität Rostock, mathematisch-naturwissenschaftliche Reihe, Sonderheft Chemie Nr. 27. 1978. S. 643 ff.
- P. Hartmann; Ulrich Grünke; Hans Berge: Ultramikroanalytische Simultanbestimmung von Silber und Cadmium unter Verwendung Ionensensitiver Elektroden. In: Zeitschrift für Chemie, Nr. 19. 1979. S. 71 ff.
- Paul Hartmann; Ulrich Grünke; Hans Berge: ChemInform Abstract: Ultramicroanalytical Simultaneous Determination of Silver and Cadmium with Ion-Sensitive Electrodes. In: Chemischer Informationsdienst, Band 10, Ausgabe 20. Mai 1979.
- G. Manthey; L. Brügmann; Hans Berge: Zu Fragen der Cadmiumkontamination in der Nahrungskette Wasser-Plankton-Fisch in der Ostsee. In: Wissenschaftliche Beiträge der Friedrich-Schiller-Universität Jena. Cadmium-Symposium. 1979.
- Paul Jeroschewski; B. Strübing; Hans Berge: ChemInform Abstract: Electrochemical Synthesis and Properties of a Novel Thiocarbonate. In: Chemischer Informationsdienst, Band 11, Ausgabe 26. Juli 1980.
- Gerhard Manthey; Hans Berge: Methode zur differenzierten Bestimmung von anorganisch und organisch gebundenem Quecksilber in Lebensmitteln, Wasser und biologischen Materialien. In: Food / Nahrung, Band 24, Heft 4–5. 1980.
- Paul Jeroschewski; B. Strübing; Hans Berge: Elektrochemische Darstellung und Eigenschaften eines neuartigen Thiocarbonats. In: Zeitschrift für Chemie, Nr. 20. 1980. S. 102 ff.
- Elektrosynthese organischer Verbindungen. In: Mitteilungsblatt der Chemischen Gesellschaft, Heft 617. 1980.
- Einsatz ionensensitiver Elektroden in der Praxis. In: Wissenschaftliche Beiträge der Karl-Marx-Universität Leipzig: Fortschritte in der elektrochemischen Analytik. 1980. S. 145–173.
- Hans Berge; Ulrich Grünke; Paul Hartmann: Potentiometric Measurements with a Copper-Sensitive Electrode Based on Silver(I) Selenide/Copper(I) Selenide. In: Chemischer Informationsdienst, Band 12, Ausgabe 9. März 1981.
- Hans Berge; A. Irmisch: Zur Bestimmung gelöster organischer Substanzen in der Ostsee. In: Zeitschrift für Chemie, Nr. 21. 1981. S. 144 ff.
- Hans Berge; B. Strübing; H. Tober: Messsonde zur simultanen Bestimmung des Wasser- und Salzgehaltes in Böden. In: Zeitschrift für Chemie, Nr. 22. 1982. S. 425 ff.
- Paul Jeroschewski; B. Strübing; Hans Berge: Elektrochemische Darstellung von organischen Diseleniden. In: Journal für praktische Chemie, Band 324, Heft 5. 1982. S. 787 ff.
- K. Peseke; M. Aquila; Hans Berge: Oxidation von substituierten Mercaptomethylencyanessigsäureestern und von potentiellen Mercaptoheterozyklen. Synthese mit 1,2-Dithietanen XVII. In: Wissenschaftliche Zeitschrift der Wilhelm-Pieck-Universität Rostock, Nr. 31. 1982. S. 55 ff.
- Paul Jeroschewski P; B. Strübing; Hans Berge, Wagner: Elektrochemische Einführung von Selen in organische Verbindungen. In: Wissenschaftliche Zeitschrift der Wilhelm-Pieck-Universität Rostock, Nr. 31. 1982. S. 61 ff.
- Hans Berge; R. Lammert: Ein neuer Ureaseinhibitor. In: Wissenschaftliche Zeitschrift der Wilhelm-Pieck-Universität Rostock, Nr. 32. 1983. S. 80 ff.
- Hans Berge; G. Merkel: Untersuchungen zur Elektrosynthese phosphororganischer Verbindungen mit Hilfe von Phosphorelektroden. In: Wissenschaftliche Zeitschrift der Wilhelm-Pieck-Universität Rostock, Nr. 32. 1983. S. 82 ff.
- Paul Jeroschewski; W. Ruth; B. Strübing; Hans Berge: Electrochemical Preparation of Organic Diselenides. In: Chemischer Informationsdienst, Band 14, Heft 5. Februar 1983.
- Hans Berge; R. Lammert: Anwendung immobilisierter Enzyme zur thermometrischen Substratbestimmung in Biologischen Flüssigkeiten. In: Zeitschrift für Chemie, Nr. 24. 1984. S. 311 ff.
- G. Merkel; Hans Berge; Paul Jeroschewski: Neue Synthese zur Darstellung von organischen Tellurverbindungen. In: Journal für praktische Chemie, Band 326, Heft 5. 1984. S. 467 ff.
- G. Merkel, Hans Berge, Paul Jeroschewski: A Novel Synthesis of Organic Tellurium Compounds with the Use of Electrochemically Generated Polytelluride Ions. In: Chemischer Informationsdienst, Band 15, Ausgabe 45. November 1984.
- G. Merkel, Hans Berge, Paul Jeroschewski: Eine neue Synthese zur Darstellung von organischen Tellurverbindungen unter Verwendung von elektrochemisch erzeugten Polytelluriden. In: Journal für praktische Chemie, Band 326, Heft 3. 1984.
- Trinh Xuan Gian;  Hans Berge; L. Brügmann: Moderne voltammetrische Verfahren in der Spurenchemie toxischer Metalle im Meerwasser. In: Wissenschaftliche Zeitschrift der Wilhelm-Pieck-Universität Rostock, Nr. 35. 1986. S. 55 ff.
- Hans Berge; R. Lammert: Untersuchungen über enthalpimetrische Bestimmungsmethoden mittels Enzymbeschichteter Heißleiter. In: Wissenschaftliche Zeitschrift der Wilhelm-Pieck-Universität Rostock, Nr. 35. 1986. S. 62 ff.
- Hans Berge; R. Lammert R; E. Deul: Untersuchungen zum Einsatz von Enzymelektroden mit immobilisierter Glocoseoxidase und Uricase im Fliessystem zur amperometrischen Glucose- und Harnsäurebstimmung. In: Wissenschaftliche Zeitschrift der Wilhelm-Pieck-Universität Rostock, Nr. 35. 1986. S. 65 ff.
- Hans Berge; R. Lammert; B. Dalchow: Untersuchung zur Verwendbarkeit einer Antimonelektrode als Basis für den Aufbau eines Harnstoffsensors. In: Wissenschaftliche Zeitschrift der Wilhelm-Pieck-Universität Rostock, Nr. 35. 1986. S. 71 ff.
- Hans Berge; B. Strübing; W. Ruth; R. Lammert, S. Kidschun: Untersuchungen zur analytischen Nutzung katalytischer Standartreaktiuonen zur Bestimmung organischer Substanzen. In: Wissenschaftliche Zeitschrift der Wilhelm-Pieck-Universität Rostock, Nr. 35. 1986. S. 73 ff.
- Hans Berge; Trinh Xuan Gian; L. Brügmann: Inversvoltammetrische Bestimmung von Kobalt in Gegenwart von Nickel. In: Wissenschaftliche Zeitschrift der Wilhelm-Pieck-Universität Rostock, Nr. 36. 1987.
- Hans Berge; Trinh Xuan Gian; L. Brügmann: Selektive voltammetrische Bestimmung von Uranspuren mit der TOPO-Elektrode. In: Wissenschaftliche Zeitschrift der Wilhelm-Pieck-Universität Rostock, Nr. 36. 1987.
- Hans Berge; R. Lammert: Strömungsenthalpimetrie. In: Zeitschrift für Chemie, Nr. 27. 1987. S. 319 ff.
- Hans Berge; Trinh Xuan Gian; L. Brügmann: Simultanbestimmung von Niob- und Tantalspuren über katalytische voltammetrische Ströme. In: Zeitschrift für Chemie, Nr. 27. 1987. S. 416 ff.
- H. Brügmann; Trinh Xuan Gian; Hans Berge: Bestimmung von Spurenmetallen im Ostseewasser durch elektroanalytische- und AAS-Methoden. In: Acta hydrochimica et hydrobiologica, Oktober 1988, Band 16, Ausgabe 5. S. 457–471.
- Paul Jeroschewski; M. Söllig; Hans Berge: Amperometnsche Meßzelle zur Bestimmung von Schwefelwasserstoff. In: Zeitschrift für Chemie, Nr. 28. 1988. S. 75 ff.
- Hans Berge; Trinh Xuan Gian; L. Brügmann: Spurenbestimmung mit porösen Glaskohlenstoff-Elektroden nach Voranreicherung. In: Zeitschrift für analytische Chemie. 1988.
- L. Brügmann; Trinh Xuan Gian; Hans Berge: Spurenspeziflzierung im Ostseewasser. In: Acta hydrochimica, Band 16. 1988. S. 457 ff.
- Hans Berge; P. Hartmann; Ulrich Grünke: Chemische Sensoren. In: Wissenschaftliche Zeitschrift der Wilhelm-Pieck-Universität Rostock, Nr. 37. 1988. S. 8 ff.